# ヨンウン
ソ・ヨンウン（英:Seo Young-Eun,韓:서영은,中:徐永恩　2004年12月27日 - ）は、韓国のアイドル。Girls Planet 999で結成された女性アイドルグループ「Kep1er」のメンバー。WAKEONE所属。韓国京畿道抱川市出身。

## 略歴

### デビュー前
- 2004年12月27日、韓国京畿道抱川市 で誕生。
- 10歳の頃からダンスや音楽を始める。13歳でMODERNK MUSIC ACADEMYに通いはじめる。2018年にiMe KOREAの練習生となり、その後、現在の所属事務所に移籍。イ･セジン(Lee Sejin)やドリームノート(DreamNote/드림노트)のバックダンサーを歴任。

### Girls Planet 999出演時
- 2021年、日韓中の練習生99名によるGirls Planet 999に出演。ファン（永遠団）との合言葉は「ヨンウンと永遠に」。
- 最初のステージとなったプラネット探索戦でユン・ジア(윤지아/Yoon Jia)と共に「영웅 (英雄; Kick It)」を披露し、一気に注目を浴びる。プラネット探索戦終了後、川口ゆりな、シェン・シャオティンと共に「ケンチャナセル(괜찮아셀/大丈夫セル)」を結成。
- コネクトミッションでは、ボーカル1パートとして、BLACKPINKの「How You Like That」を披露。
- コンビネーションミッションでは、ボーカルポジションを選択しキリングパートを獲得、2PMの「우리 집 (My House)」を披露。
- クリエーションミッションでは、メインボーカルを務め「U+Me=LOVE」を披露。このミッションではパフォーマンス1位となり、ベネフィットを獲得。
- O.O.Oミッションでは、ラッパー1パートを務め、シグナルソング「O.O.O」を披露。
- コンプリーションミッションでは、ボーカル2を務め、番組オリジナル楽曲「Shine」を披露。
- 同番組を通して、ダンス・ボーカル・ラップとオールラウンダーとしての実力を発揮し、最終順位5位を獲得。Kep1erのメンバーとなる。

### デビュー後
- 2022年1月3日、ミニアルバム「FIRST IMPACT」で9人組女性アイドルグループKep1erとしてデビューした。

## 人物
- 2人の姉をもつ3姉妹の末っ子。
- Girls Planet 999出演時には、実のお姉さんが応援のためにサポートを主催。韓国国内での応援広告やメッセージアルバム企画などを実施した。
- 実家の愛犬の名前は、「ギョル」と「サラン」。
- Kep1erのムードメーカー的な存在でありながら、実は大きい音が苦手。宿舎では一人静かに過ごすなど寡黙な一面も持ち合わせている。
- MBTIは、もともとENTJだったが、デビュー後にINFPに変化した。
- 好きなものは、お花。イヤーモニター（左耳）には「勿忘草」をデザインしている。
- 好きな食べ物は、タッパル（鶏足の激辛炒め）・コプチャン・ソンジ（牛の血を冷やし固めた料理）。嫌いな食べ物は、サーモン。
- 趣味は香水集め、愛用している香水はFORMENT Cotton Hug（フォルメント コットンハグ）
- 特技は振り付けコピー。ガールズグループのみならず、特にボーイズグループのダンスを得意としている。
- ロールモデルはBTS (音楽グループ)

## 出演

### テレビ番組
- Girls Planet 999（2021年8月6日 - 10月22日、Mnet）
- QUEENDOM2（2022年3月31日 - 6月2日、Mnet）